# Distretto di Phran Kratai
Il distretto di Phran Kratai (in thailandese: พรานกระต่าย) è un distretto (amphoe) della Thailandia, situato nella provincia di Kamphaeng Phet.